# Kyohei Kuroki
Kyohei Kuroki (født 31. juli 1989) er en japansk fodboldspiller, som spiller for den japanske fodboldklub Kyoto Sanga FC.